# Церковь Михаила Архангела (Вильнюс)
Храм Архангела Михаи́ла (Михайловская церковь) — православный храм во имя Архангела Михаила, построенный в 1895 году в Вильне на Кальварийской улице (ныне улица Калварию) рядом с Калварийским рынком. Первый новопостроенный православный храм Вильны (до него в XIX веке лишь восстанавливались древних храмы XIV—XV веков) и первый, сооружённый как церковь-школа.
В храме служат три клирика: заслуженный настоятель протоиерей Николай Устинов, настоятель священник Владимир Селявко, священник Дионисий Синицын.

## История

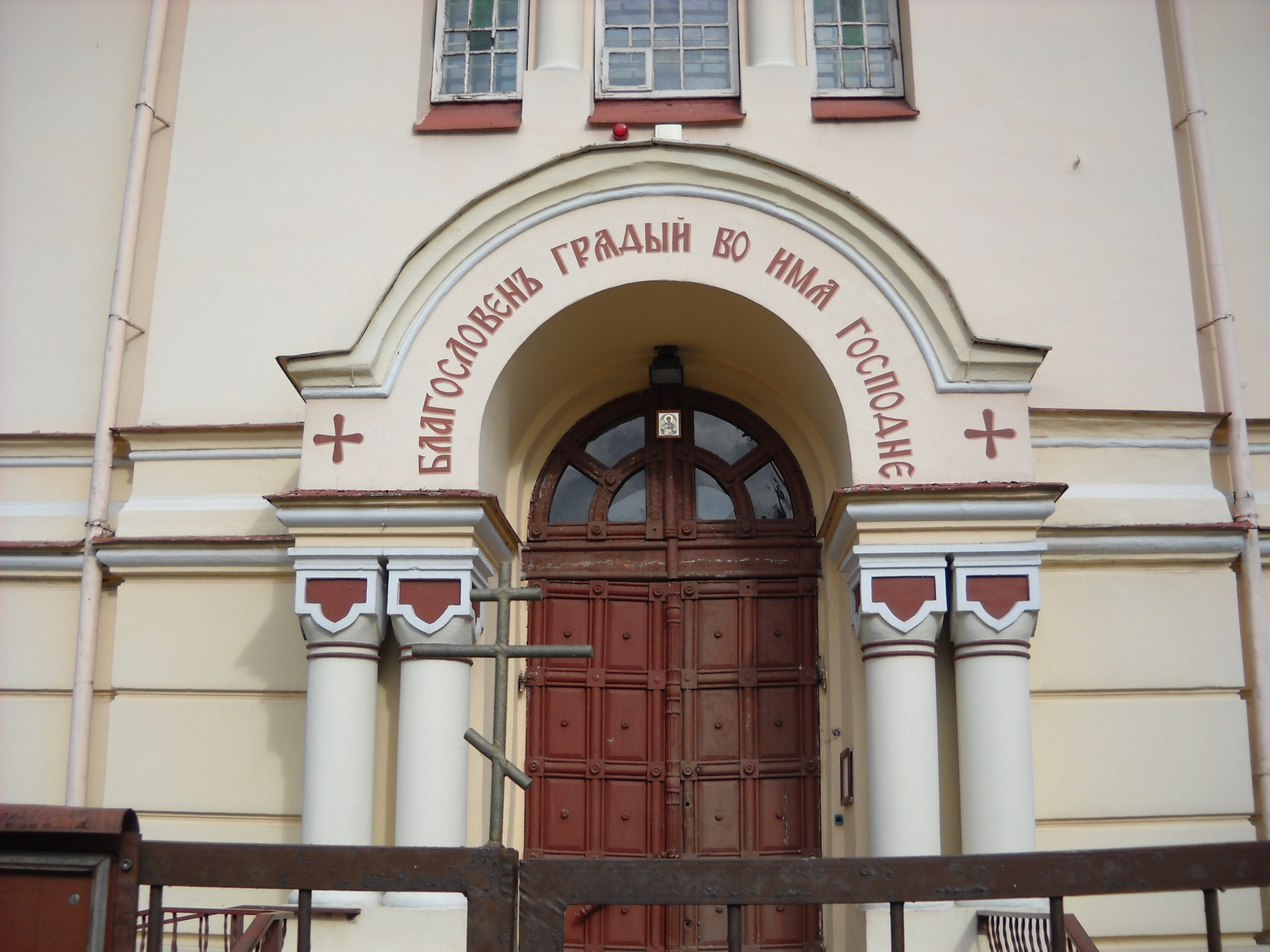
Вход в храм

С расширением города на правом берегу реки Вилии (Нерис) в 1884 году на Снипишках в конце тогдашней Кальварийской улицы была открыта церковно-приходская школа. Возникла мысль при ней построить церковь в местности, удалённой от церквей в центре города и где до того не было православных храмов. В 1891 году по ходатайству руководства Виленской епархии городское управление безвозмездно выделило участок земли под церковь-школу. В мае 1892 года архиепископ Литовский и Виленский Донат (Бабинский-Соколов) совершил торжественную закладку церкви-школы.

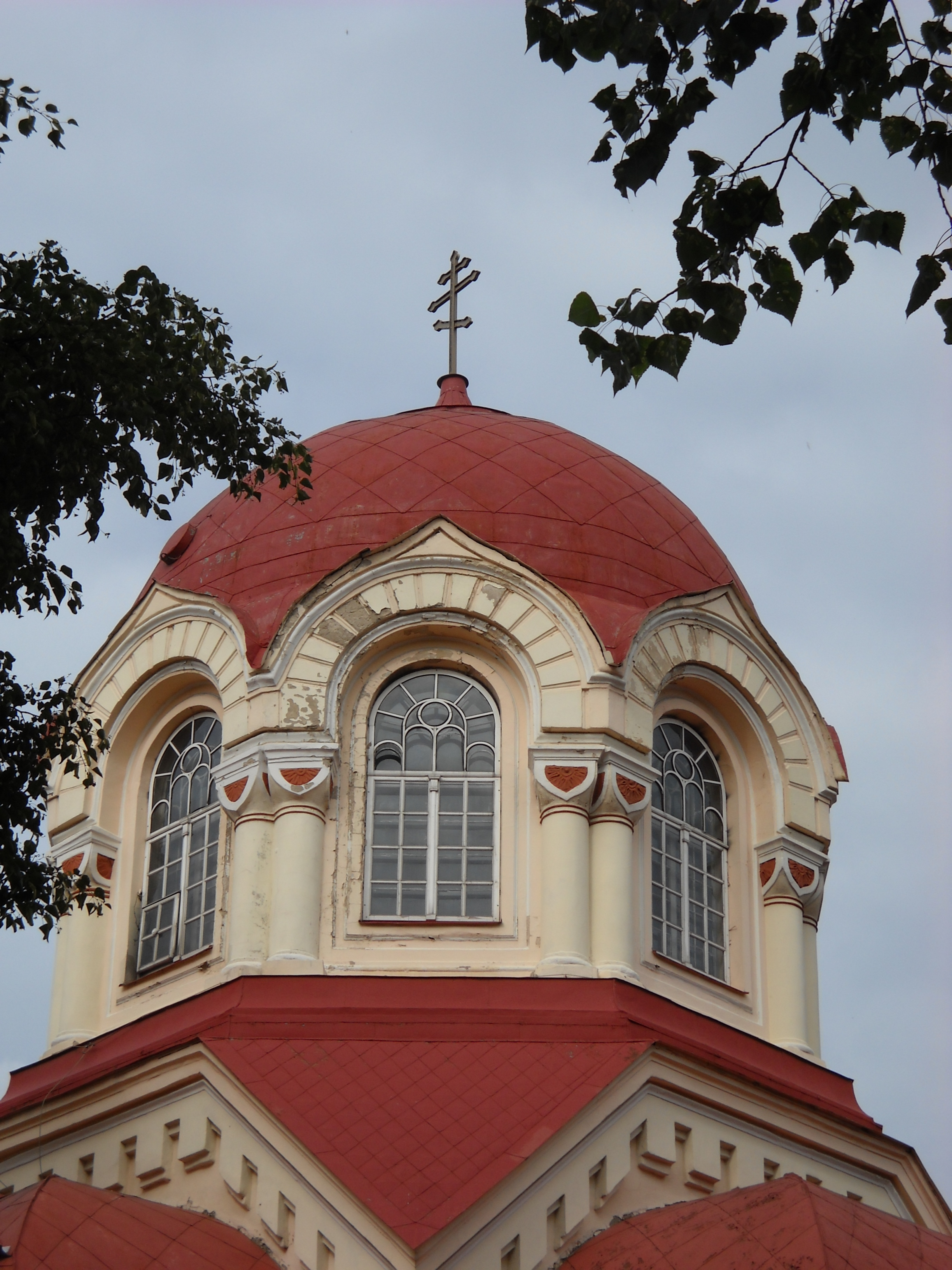
Купол

Церковь сооружалась в 1893—1895 годах полностью на добровольные пожертвования. Крупные вклады в строительство храма внесли Виленское Свято-Духово братство (5000 рублей), епархиальный училищный совет (2000 рублей), православный кафедральный Свято-Николаевский собор и Никольская церковь (по 1000 рублей); среди жертвователей были также частные лица, часть которых пожелала остаться неизвестными. Пожертвования внесли Святейший Синод (3000 рублей) и лично обер-прокурор Святейшего Синода Константин Победоносцев.
Осенью 1893 года протоиерей Иоанн Кронштадтский побывал на месте постройки, благословил строительство церкви и пожертвовал 600 рублей. В 1894 году здание было готово и в нём начали работать церковно-приходские женская и мужская школы. Школа с классами, комнатами для учеников и квартирами для учителей размещалась во флигелях храма. В школе обучалось до 200 детей. 3 (16) сентября 1895 года (день празднования чуда Архистратига Божия Михаила в Хонех) храм был освящён архиепископом Виленским и Литовским Иеронимом (Экземплярским). Первым настоятелем стал протоиерей Дмитрий Модестов, возглавлявший приход на протяжении двадцати лет; после перипетий Первой мировой войны он вернулся в Вильно и служил в Михайловской церкви до 1930 года.

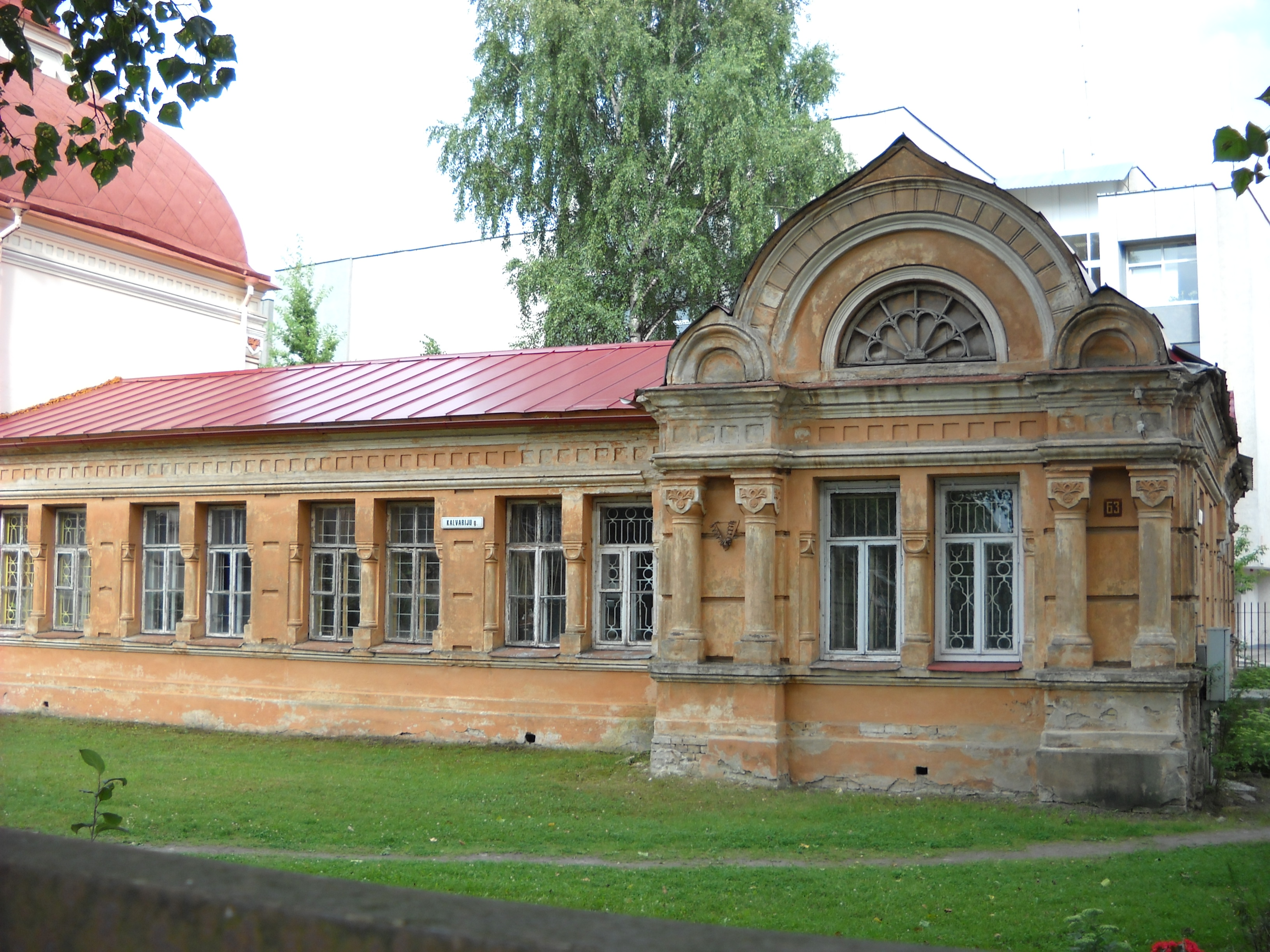
Бывшая школа

В межвоенный период, когда Вильно и Виленский край входили в состав Польши, городской магистрат разместил во флигелях храма общеобразовательную начальную школу с преподаванием на польском языке. В январе 1941 года советские власти передали эти помещения на баланс Вильнюсского горисполкома. С тех пор примыкающие к зданию храма флигели использовались под жилые помещения.
В 1946 году насчитывалось 360 постоянных прихожан. Приход официально был зарегистрирован в 1947 году. В 1956 году церковь ремонтировалась. В настоящее время часть помещений флигелей возвращена храму.
В Михаило-Архангельском храме служат заслуженный настоятель протоиерей Николай Устинов, настоятель священник Владимир Селявко, священник Дионисий Синицын.

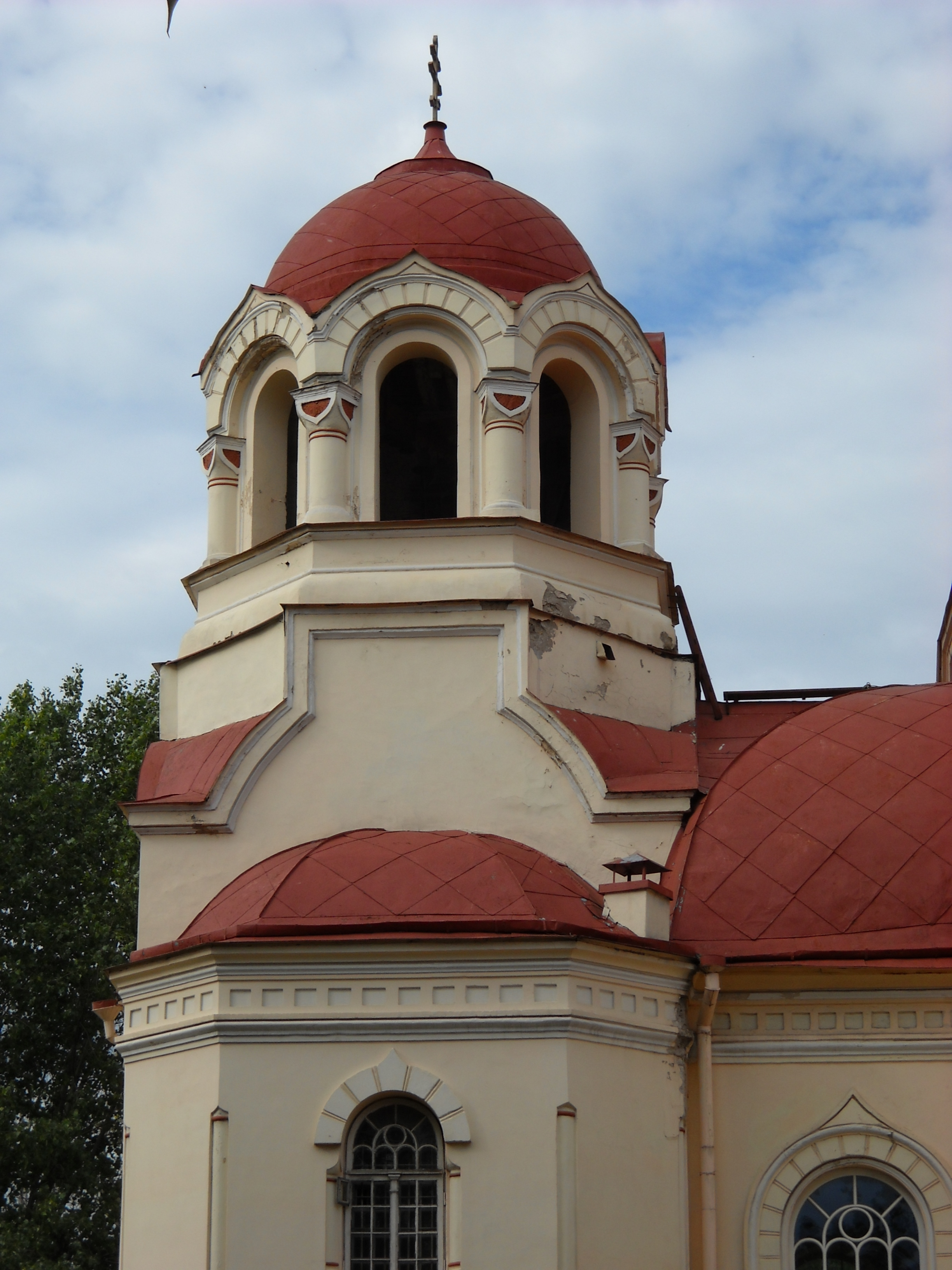
Колокольня

## Архитектура и убранство
Здание храма каменное, кровля железная. К нему примыкают с двух сторон одноэтажные флигели школы и квартир учителей. Церковь построена в византийском архитектурном стиле под руководством военного инженера В. С. Мережковского и архитектора Михаила Прозорова.
Иконостас в церкви двухъярусный с позолоченными карнизами. Работы по росписи выполнены виленским живописцем Г. А. Молокиным.